# قنبرة يابانية
قنبرة يابانية وتسمى أيضا قبرة يابانية (الاسم العلمي: Alauda japonica) (بالإنجليزية: Japanese Skylark)‏، هو طائر ينتمي إلى قبرة (فصيلة: Alaudidae).